# Scalmicauda xanthogyna
Scalmicauda xanthogyna är en fjärilsart som beskrevs av George Francis Hampson 1910. Scalmicauda xanthogyna ingår i släktet Scalmicauda och familjen tandspinnare. Inga underarter finns listade.